# Зоологический тупик
Зоологи́ческий тупи́к — бывшая небольшая улица в центре Москвы на Пресне, проходившая от Большой Грузинской улицы и начинавшаяся немного южнее Зоологического переулка. Ныне представляет собой внутренний проезд основной «старой территории» Московского зоопарка, который подходит к вольерам слонов. До сих пор указывается на некоторых картах.

## Происхождение названия
Своё название Зоологический тупик получил по расположению в непосредственной близости от Московского зоопарка, также как и одноимённые улица и переулок.

## История
Тупик образовался в первой половине XIX века (указан на карте 1848 года). В атласе Хотева 1852 года обозначен как Тупой переулок (без собственного имени: «тупой переулок» — то же, что тупик). Позже получил название Грузинский тупик по соседней Большой Грузинской улице. Нынешнее название получил в начале XX века.
Первоначально тупик продолжался до Пресненского пруда. После того, как пруд частично был спущен и создан зоологический сад (будущий Московский зоопарк), тупик стал упираться в территорию сада. Он был застроен только с южной стороны. Территория с севера от него также относилась к зоосаду.

## Примечательные здания и сооружения
Сохранились два здания, выходивших фасадами на Зоологический тупик.
Первое — двухэтажный жилой дом П. Т. Клюева 1820-х гг. (выявленный объект культурного наследия). Современный адрес дома — Большая Грузинская улица, 5, строение 3. В конце XX века в здании размещался Музей истории грузинских поселений в России. В 2003 году здание передано Московскому зоопарку.
Второе — дом на остром углу Большой Грузинской улицы и Зоологического тупика (Большая Грузинская, дом 9). Трёхэтажное здание построено в 1912 году (предположительно, архитектор А. Э. Эрихсон), является заявленным объектом культурного наследия. В здании размещалось Пресненское попечительство о бедных Н. Н. Шустова, включавшее богадельню, школу и ясли.